# Напольный проезд
Напо́льный проезд — проезд в Восточном округе Москвы на территории районов Ивановское и Новогиреево.

## Общие сведения
Напольный проезд разделяет районы Ивановское и Новогиреево. В районе Ивановское Напольный проезд проходит по нечётным домам, а в районе Новогиреево — по чётным. Улица встречается с улицей Молостовых, Свободным проспектом, улицей Металлургов и Сапёрным проездом. Южнее слияния с улицей Молостовых расположен исток Чёрного ручья. 

## Учреждения Напольного проезда
- Фитнес-клуб «Vivat»
- Полярная звезда (универмаг)

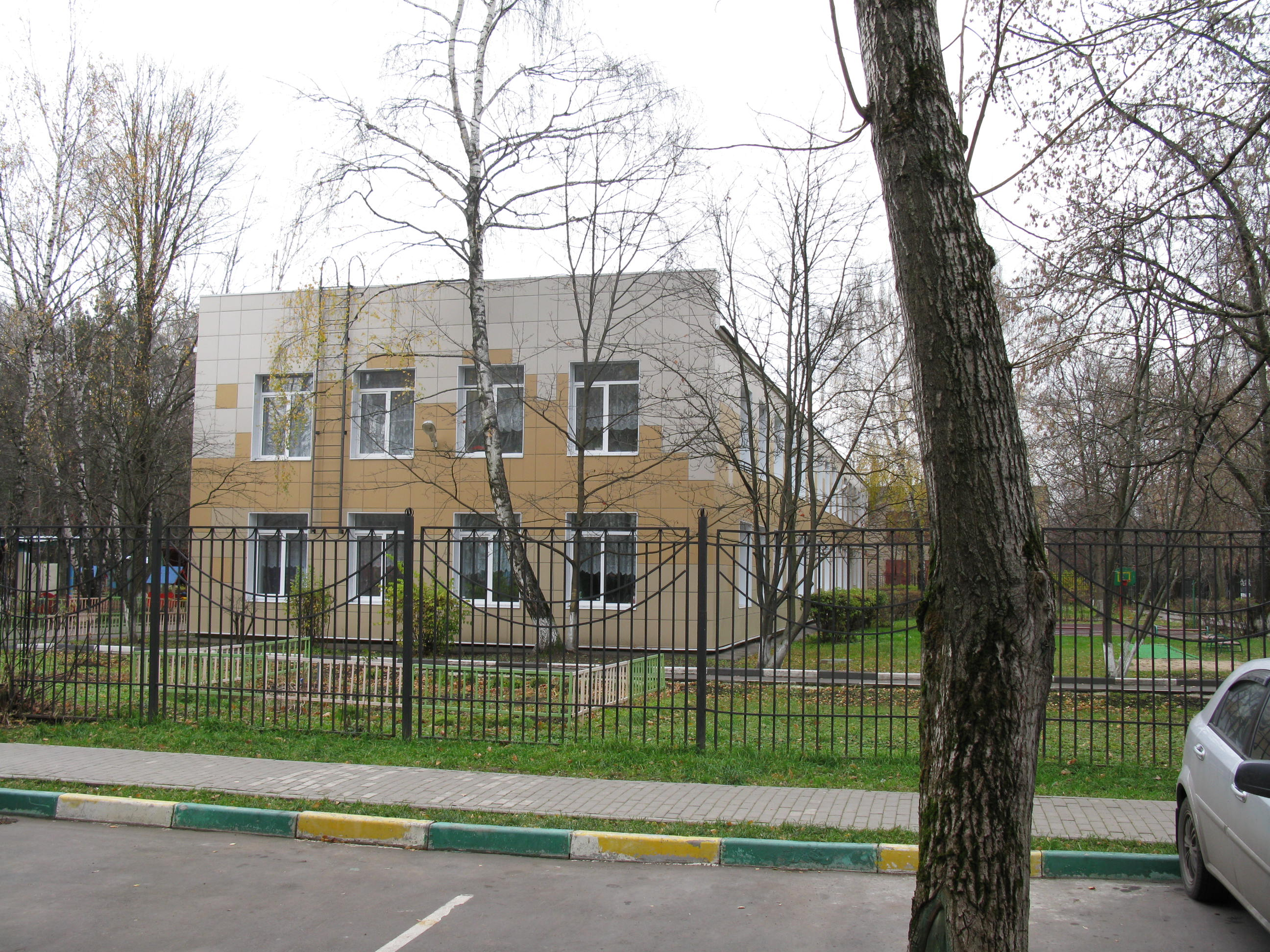
Бывший детский сад «Колокольчик» № 635. Сейчас — дошкольный корпус № 3 школы № 1324

- Школа № 1324, дошкольный корпус № 3[1]
- Колледж Московского транспорта, территория №3 (бывший Железнодорожный колледж № 52)[2]